# 銳馬克汽車
銳馬克汽車（Rimac Automobili，發音：[rǐːmats automobǐːli], \'Ri-mats\），2009年成立，總部設於克羅地亞聖內德利亞，是超級跑車生產商，主力研製超級電動跑車，亦為其他品牌製造動能回收系統及電池等零件。2021年與福士集團的保時捷組成聯營，共同經營福士旗下的布加迪品牌，新公司名為「布加迪-銳馬克」（Bugatti-Rimac）。

### Concept One

Rimac Concept One

### Concept S

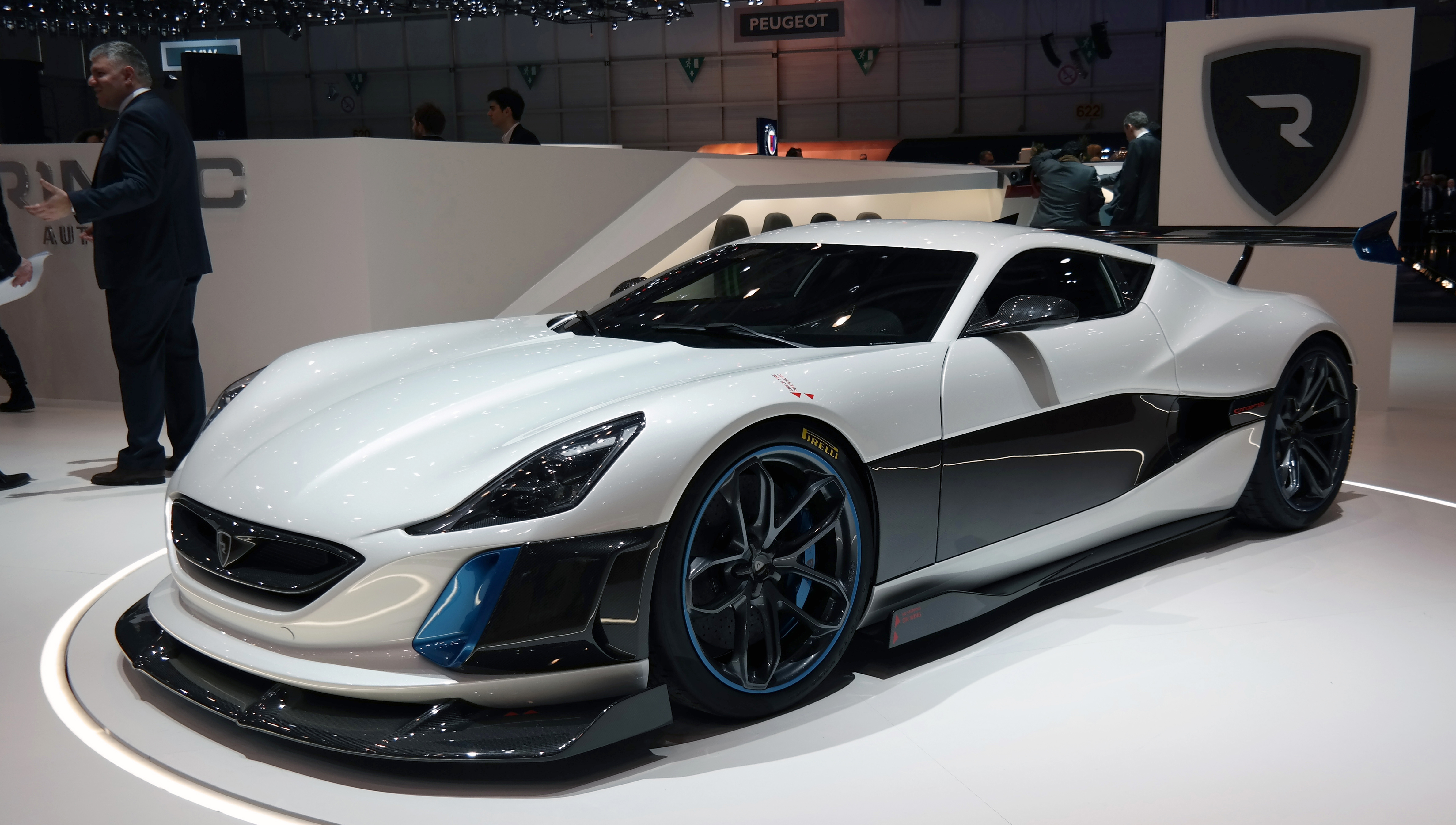
Rimac Concept S在2016年日內瓦汽車展上亮相

### Concept Two

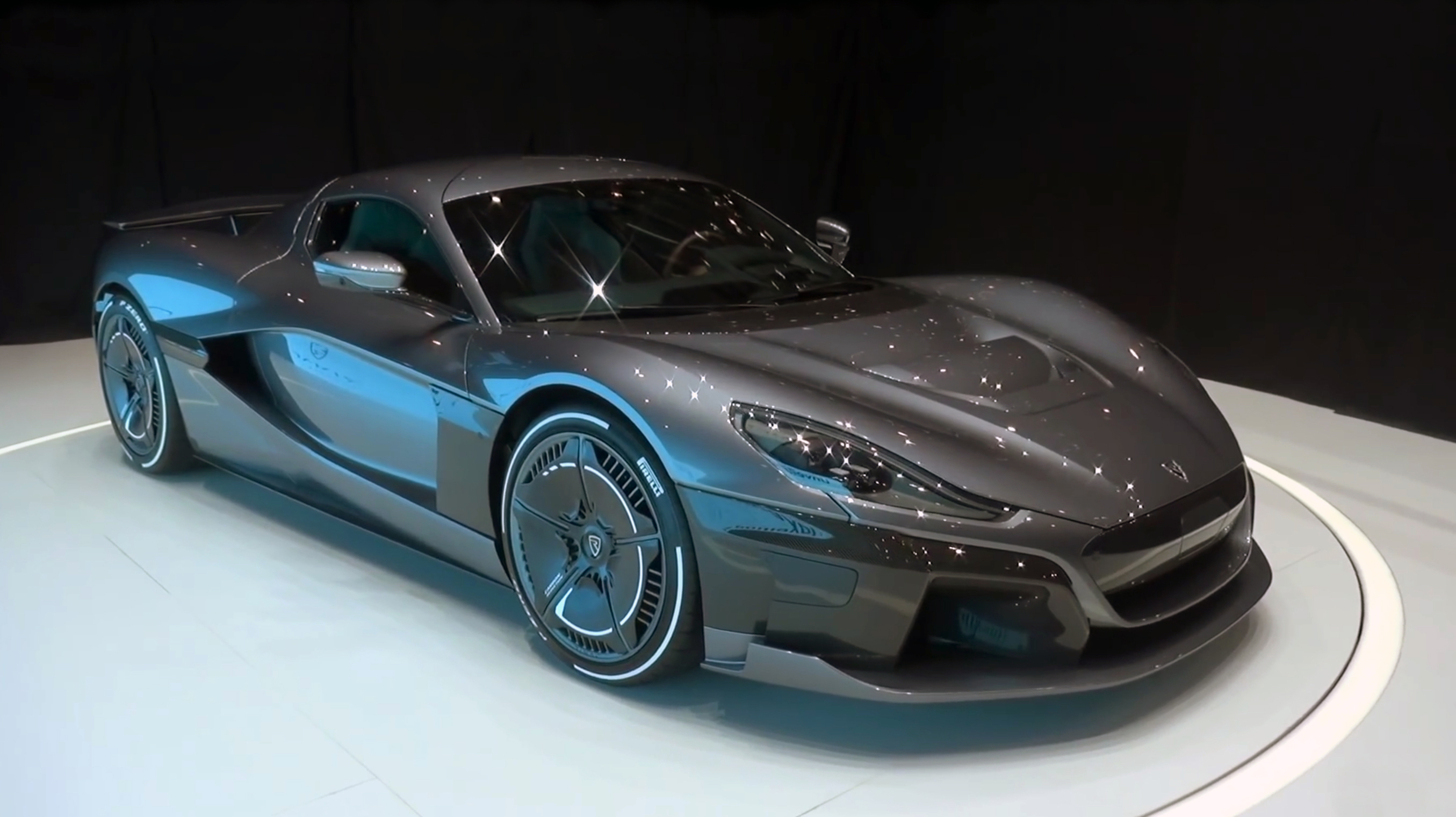
Rimac Concept Two在2018年日內瓦汽車展上亮相

### Nevera

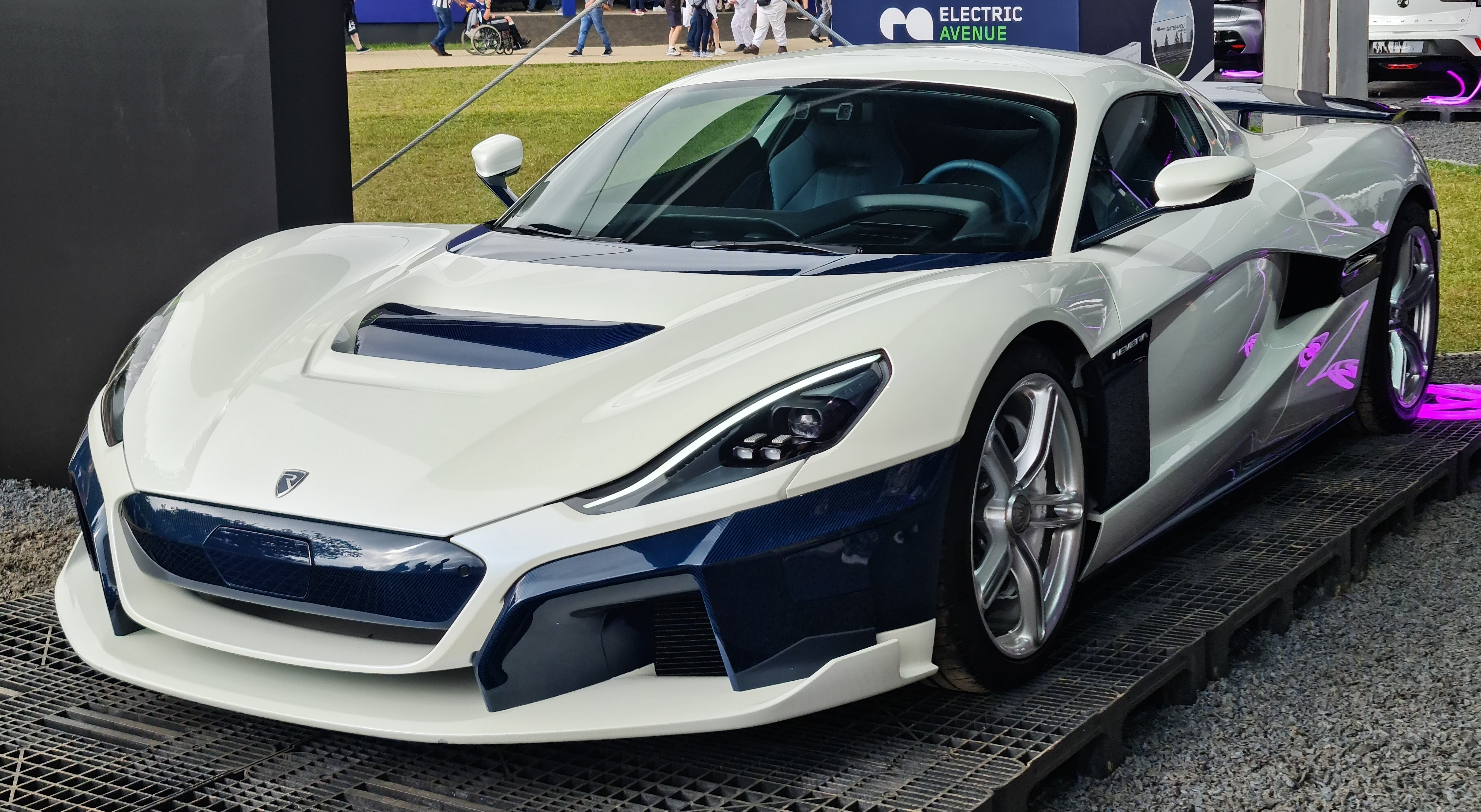
Rimac Nevera在2021年古德伍德速度節上亮相

## 零部件製造
Rimac Technology為奧斯頓·馬丁的新款跑車Valkyrie生產電池系統。該公司還為科尼賽克（特別是Regera）、捷豹E-type Zero概念車和SEAT Cupra e-Racer概念車生產電池系統。2018年，它與賓尼法利納汽車建立了技術合作夥伴關係，後者的第一款跑車Battista據說與Nevera基於相同的架構並使用相同的動力系統。

## 外部連結
- . Rimac Automobili.   [8 March 2017]. （原始内容存档于2013-07-17）.